# Turkestan afghano
Il Turkestan afghano, noto anche come Turkestan meridionale, è una regione dell'Afghanistan settentrionale, al confine con le ex repubbliche sovietiche del Turkmenistan, dell'Uzbekistan e del Tagikistan. Nel XIX secolo, esistette in Afghanistan una provincia chiamata "Turkestan" con Mazar-i Sharif come capoluogo. Essa comprendeva i territori delle attuali province di Balkh, Kunduz, Jowzjan, Sar-e Pol e Faryab. Nel 1890, la provincia del Qataghan-Badakhshan fu separata dalla provincia del Turkestan. Successivamente fu abolita dall'emiro Abdur Rahman.
L'intero territorio del Turkestan afghano, dalla confluenza del fiume Kokcha con l'Amu Darya a nord-est alla provincia di Herat del sud-ovest, era di circa 800 km di lunghezza, con una larghezza media dalla frontiera russa alla catena Hindu Kush di 183 km. Ne comprendeva quindi circa 150.000 km² o circa due noni dell'ex Regno dell'Afghanistan.

## Geografia

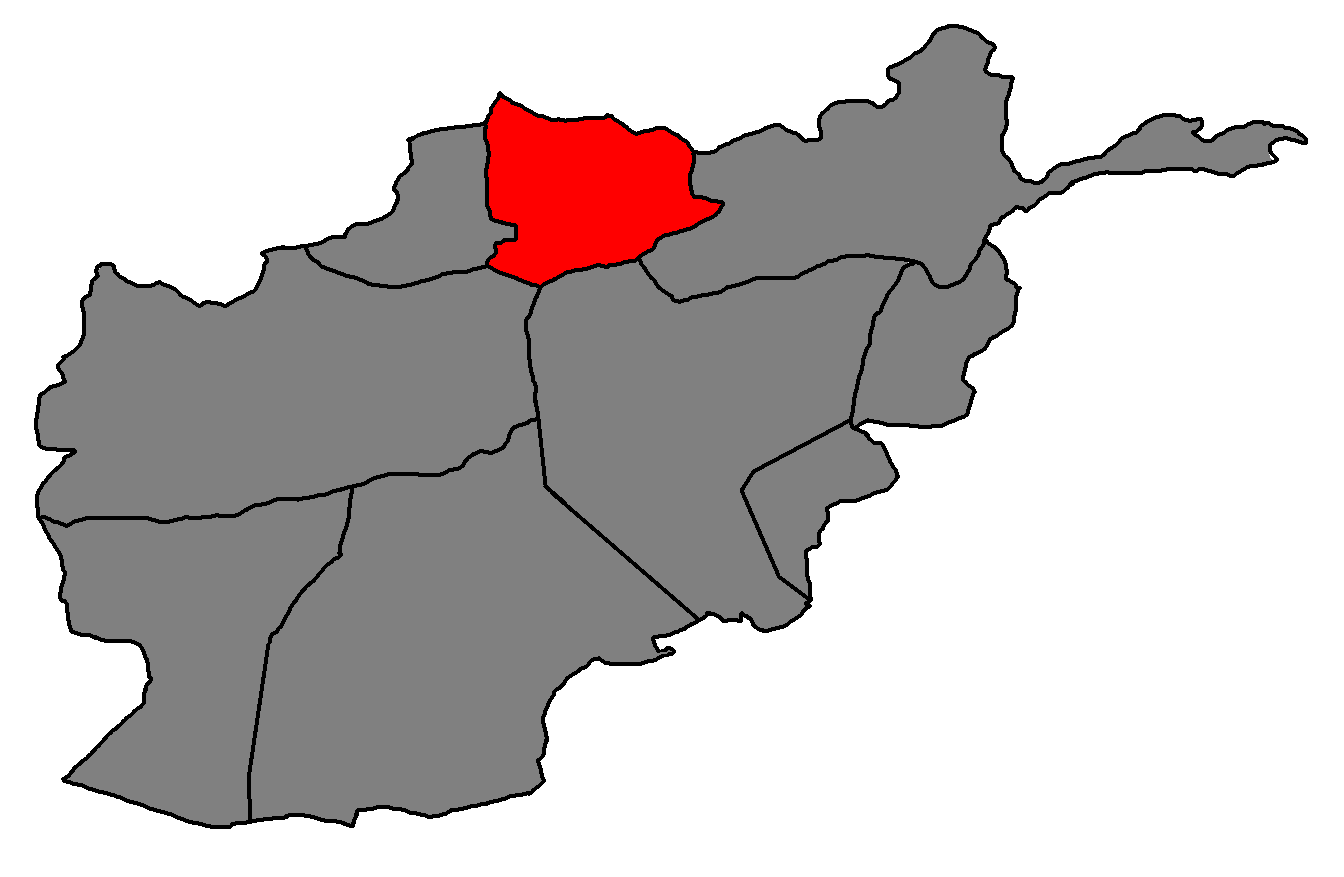
Provincia del Turkestan afghano nel 1929

L'area è povera dal punto di vista agricolo tranne che nelle valli fluviali, essendo aspra e montuosa verso sud, ma che sprofonda in distese ondulate e di pascoli verso il deserto del Karakum.
La provincia comprendeva i khanati di Kunduz, Tashkurgan, Balkh e Akcha a est e i quattro khanati o Chahar Vilayet ("quattro domini") di Saripul, Shibarghan, Andkhoy (città) e Maymana a ovest.

## Demografia

Una mappa della CIA che mostra i vari territori tribali afgani

La maggior parte della popolazione è uzbeka e turkmena con grandi concentrazioni di hazara, tagiki e pashtun.

## Storia
L'antica Balkh o Battria era parte integrante del complesso archeologico battriano-margiano e fu occupata dagli indoiranici. Nel V secolo a.C. divenne una provincia dell'Impero achemenide e in seguito divenne parte dell'Impero seleucide. Intorno al 250 a.C. Diodoto, governatore della Battria sotto i Seleucidi, dichiarò la sua indipendenza avviando così la storia delle dinastie greco-battriane, che cedettero ai movimenti dei Parti e dei nomadi intorno al 126 a.C. In seguito subentrò l'era buddista che lasciò le sue tracce nelle gigantesche sculture di Bamian e nelle cime rupestri di Haibak. Il distretto fu devastato da Gengis Khan e da allora non recuperò mai completamente la sua prosperità. Per circa un secolo appartenne all'Impero di Delhi, per poi cadere nelle mani degli uzbeki. Nel XVIII secolo fece parte del dominio di Ahmad Shah Durrani, e così rimase sotto suo figlio Timur. Ma sotto le guerre fratricide dei figli di Timur i khanati separati ricaddero sotto il governo indipendente di vari capi uzbeki. All'inizio del XIX secolo appartenevano a Bukhara ma sotto l'emiro Dost Mahommed gli afghani recuperarono Balkh e Tashkurgan nel 1850, Akcha e i quattro khanati occidentali nel 1855 e Kunduz nel 1859. La sovranità su Andkhoy, Shibarghan, Saripul e Maymana fu oggetto di controversia tra Bukhara e Kabul fino a quando non fu risolta dall'accordo anglo-russo del 1873 a favore della pretesa afghana. Sotto il forte governo di Abdur Rahman questi territori periferici erano strettamente saldati a Kabul ma dopo l'ascesa di Habibullah i legami si allentarono nuovamente. Alla fine del XIX e XX secolo, molti pashtun etnici si stabilirono volontariamente o involontariamente nel Turkestan afghano.
Nel 1890, il distretto di Qataghan e Badakhshan fu diviso dal Turkestan afghano e trasformato nella provincia di Qataghan-Badakhshan. L'amministrazione della provincia fu assegnata all'Ufficio Settentrionale a Kabul.

### Esplicative
1. ↑  In dari: ترکستان افغان, translitterato: Turkistāni Afghān.
2. ↑  In dari: ترکستان جنوبی, translitterato: Turkistāni Janubi; in turkmeno: گوناورتا ترکستان, translitterato: Günorta Türkistan; in uzbeko: جنوبی ترکستان, translitterato: Janubiy Turkiston

### Bibliografiche
1. ↑   Luigi Visintin, Atlante geopolitico universale, Instituto Geographico De Agostini, 1947,  p. 577.
2. ↑  (EN) Angus Hamilton, Afghanistan, W. Heinemann, 1906,  p. 247.
3. ↑  Holdich, Thomas Hungerford (1911), Afghan Turkestan, In Chisholm, Hugh (ed.). Encyclopædia Britannica. Vol. 1 (11th ed.). Cambridge University Press. p. 319.
4. ↑   USATODAY.com - Pashtuns say they're being brutalized, su usatoday30.usatoday.com, 12 maggio 2002.
5. ↑   Fayz Muḥammad Katib, Siraj al-tawarıkh. V. III. Afghanistan Digital Library, su afghanistandl.nyu.edu, V. III. Afghanistan Digital Library.